# أكارا
أكارا (بالبرتغالية: Acará‏)؛ بلدية في ولاية بارا في المنطقة الشمالية من البرازيل.